# Santa Maria del Carmine (Florenz)

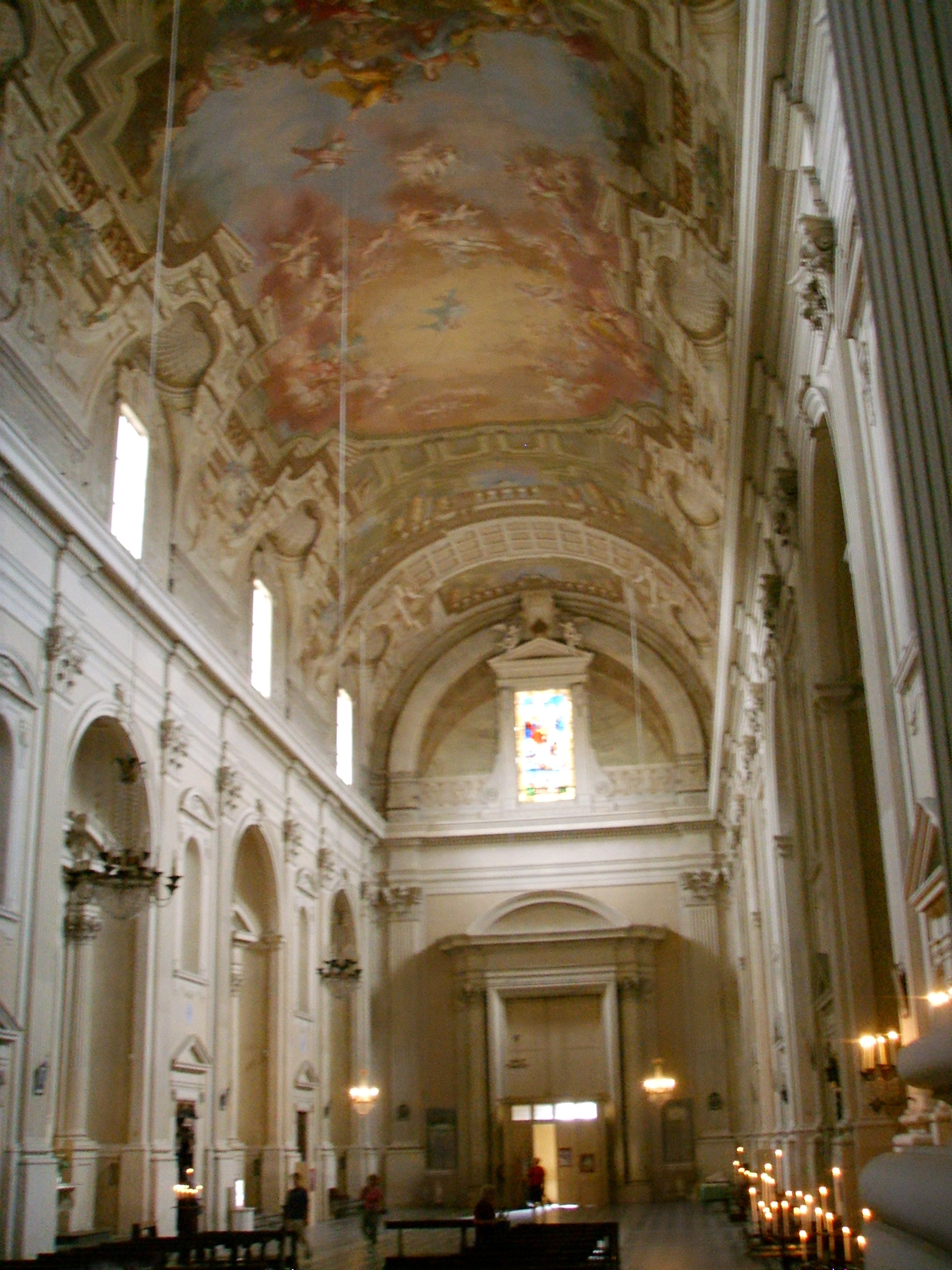
Innenraum

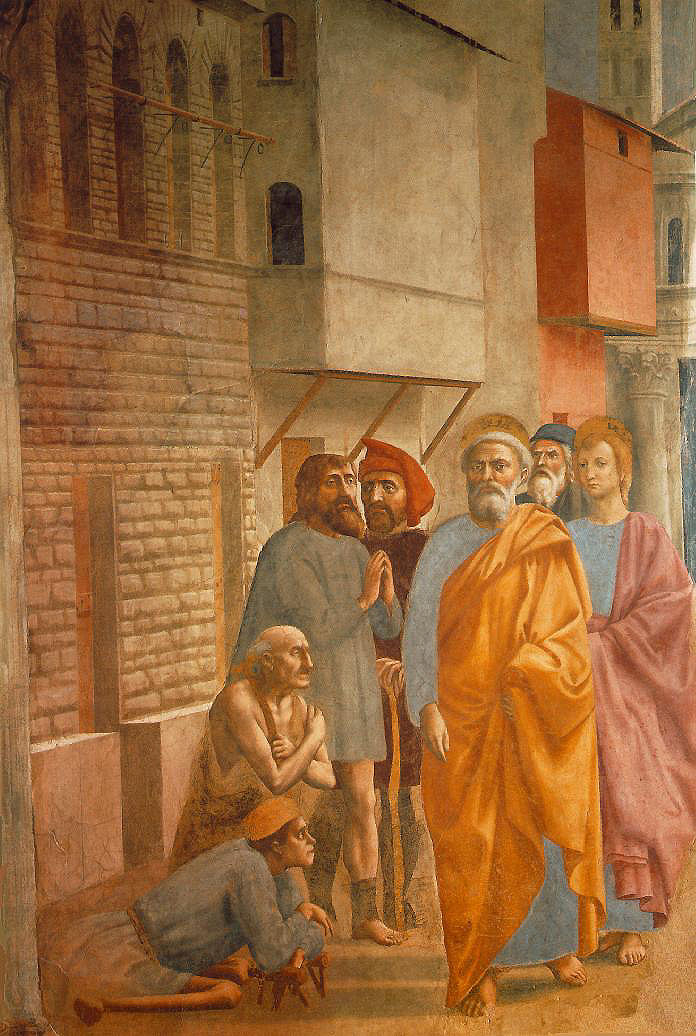
Heilung eines Lahmen von Masaccio

Santa Maria del Carmine ist eine römisch-katholische Kirche auf der südlichen Seite des Arno in Florenz. Die Kirche trägt seit 1955 den Titel einer Basilica minor.
Die Kirche, die Unserer Lieben Frau auf dem Berge Karmel gewidmet ist, wurde ab 1268 als Teil eines bis heute bestehenden Karmeliterklosters errichtet. Vom ursprünglichen Gebäude haben sich lediglich ein paar romanisch-gotische Reste an den Seiten erhalten. Die Klosteranlage wurde erstmals 1328 und danach 1464 erweitert, als der Kapitelsaal und das Refektorium errichtet wurden. Die einschiffige Kirche behielt dabei den Grundriss des Lateinischen Kreuzes bei.
Wie bei vielen anderen Kirchen in Florenz (so z. B. San Lorenzo) blieb die Fassade unvollendet; die vorgesehenen Inkrustationen wurden nicht mehr ausgeführt. Nachdem das Bauwerk im 16. und 17. Jahrhundert im Barock-Stil umgebaut worden war, wurde die Kirche 1771 durch ein Feuer schwer beschädigt. Die Sakristei wurde von dem Brand verschont, sodass dort einige Kunstwerke erhalten blieben. Das Innere der Kirche wurde 1782 im Stil des Rokoko wiedererrichtet, dabei wurde das Gewölbe illusionistisch ausgemalt.
Die bedeutendste Kapelle, die Brancacci-Kapelle, blieb ebenfalls erhalten. Die Ausmalung zeigt 15 Szenen aus dem Leben des Apostels Petrus und ist einer der bedeutendsten Freskenzyklen der Frührenaissance in Florenz. Dieser wurde 1424 von Masolino begonnen, 1427 von Masaccio wesentlich erweitert und 1485 von Fra Filippino Lippi vollendet. Die Brancacci-Kapelle wurde nach jahrelangen Restaurierungsarbeiten (finanziert von der italienischen Computerfirma Olivetti) 1990 wieder der Öffentlichkeit zugänglich gemacht. Bei diesem Anlass wurde im Juni 1990 auch eine große Masaccio-Ausstellung eröffnet. Die Restaurierung der Masaccio-Fresken ist derjenigen der Michelangelo-Fresken in der Sixtinischen Kapelle in der Vatikanstadt vergleichbar; das bedeutendste Fresko ist Der Zinsgroschen.